# リチャード・スタンリー・ピーターズ
リチャード・スタンリー・ピーターズ（Richard Stanley Peters, 1919年10月31日 - 2011年12月30日）は、イギリスの哲学者。主に政治理論、哲学的心理学、教育哲学の分野の研究で知られる。

## 前半生
ピーターズは1919年にインドのムスーリーで生まれた。幼少期はイギリスの祖母のもとで過ごした。1933年から1938年まで、サマセット州ウィンスコムのシドコット・スクールで学ぶ。青年時代に彼の家庭教師を務めたのはエリック・ブレア（作家としての筆名はジョージ・オーウェル）。第二次世界大戦では良心的兵役拒否者として、1940年から1944年にかけてフレンズ救急隊とフレンズ救援隊に従軍した。
1942年に、マーガレット・リー・ダンカン（1917-1998）と結婚し、1男2女をもうける。マーガレットは小学校教師で、エンジニアのアルフレッド・ダンカンの娘である。

## 学歴・職歴
ピーターズはオックスフォード大学のクイーンズ・カレッジで学び、1942年に学士号を取得。1944年、シドコット・スクールでラテン語を教え始める。ロンドン大学バークベック・カレッジの非常勤講師をしながら、同校で哲学と心理学を学び、1949年に博士号を取得。その後1958年まで専任講師を務め、1962年まで哲学の上級講師（reader）を務めた。1961年にはハーバード大学で教育学の客員教授を1年間務めた。翌年はオーストラリア国立大学で過ごした。1962年から1983年の定年退職まで、ロンドン大学教育研究所（1947年設立）の教育哲学教授を務めた。1971年は、研究所長に就任。彼の指導の下、研究所は急成長を遂げ、イギリスの教育哲学の発展に多大な影響を与えた。ピーターズは研究所で、ポール・H・ハーストと共同研究を行った。ハーストは、後にロンドン大学キングス・カレッジの教育学教授となり、ケンブリッジ大学の教授となる人物である。

## 教育哲学への影響
ピーターズは特に教育哲学の分野で知られている。しかし、彼の初期の著作は主として心理学、より正確には心理学的問題についての哲学的議論を行うものだった。そのため、彼の研究は動機づけ、感情、パーソナリティ、社会的行動、理性と憧れの関係といったテーマに及んでいた。
おそらくピーターズの最も重要な著作は、『現代教育の倫理（Ethics and Education）』であろう。この著作とその後の出版物によって、彼はイギリスと世界の教育哲学の発展に大きな影響を与えた。その影響は、分析という手法を中心とする分析哲学のアプローチによって、教育という概念を検討したことでもたらされたものだ。ピーターズは教育哲学の2つの本質的な側面、すなわち規範的側面と認知的側面を探求した。

## 著作
下記の著作のうち、注記がないものの出版地はロンドンである。
- R. S. Peters: Hobbes, Harmondsworth, Middlesex: Penguin, 1956.
- R. S. Peters: The Concept of Motivation, Routledge & Kegan Paul, 1958
- R. S. Peters: "Education as initiation", 1964, in R. D. Archambault, ed.: Philosophical analysis and education, Routledge & Kegan Paul, 1965, pp. 87–111
- R. S. Peters: Ethics and education. 5th e, George Allen & Unwin Ltd, 1968. In German: R. S. Peters: "Ethik und Erziehung". In: W. Loch, H. Paschen and G. Priesemann, eds: Sprache und Lernen. Internationale Studien zur pädagogischen Anthropologie, Band 19, Düsseldorf, 1972
三好信浩、塚崎智訳『現代教育の倫理――その基礎的分析』黎明書房、1971年
- R. S. Peters: "The philosophy of education", 1966, in J. W. Tibble, ed.: The Study of Education, Routledge & Kegan Paul, 1966, pp. 59–89
- R. S. Peters: "What is an educational process?", 1967, in R. S. Peters, ed.: The Concept of Education, Routledge & Kegan Paul, 1967, pp. 1–23
- R. S. Peters: "Michael Oakeshott's philosophy of education", 1968, in R. S. Peters: Essays on Educators, George Allen & Unwin, London, 1981, pp. 89–109
- R. S. Peters and P. H. Hirst: The Logic of Education. 2nd ed., Routledge & Kegan Paul, 1971, In German: P. H. Hirst and R. S. Peters: Die Begründung der Erziehung durch die Vernunft, in W. Loch, H. Paschen and G. Priesemann, eds: Sprache und Lernen. Internationale Studien zur pädagogischen Anthropologie, Band 18, Düsseldorf, 1972
- R. F. Dearden, P. H. Hirst and R. S. Peters, eds: Education and the Development of Reason, Routledge & Kegan Paul, 1972
- R. S. Peters, ed.: The Philosophy of Education, Oxford University Press, 1973
- R. S. Peters: Psychology and Ethical Development. A collection of articles on psychological theories, ethical development and human understanding, George Allen & Unwin, 1974
- R. S. Peters: Education and the Education of Teachers, Routledge & Kegan Paul, 1977
- R. S. Peters, ed., John Dewey Reconsidered, (London: Routledge & Kegan Paul, 1977)
- R. S. Peters: Moral Development and Moral Education, George Allen & Unwin, 1981
- R. S. Peters: "Philosophy of education". In P. H. Hirst, ed.: Educational theory and its foundation disciplines. Routledge & Kegan Paul, 1983, pp. 30–61